# Gun truck

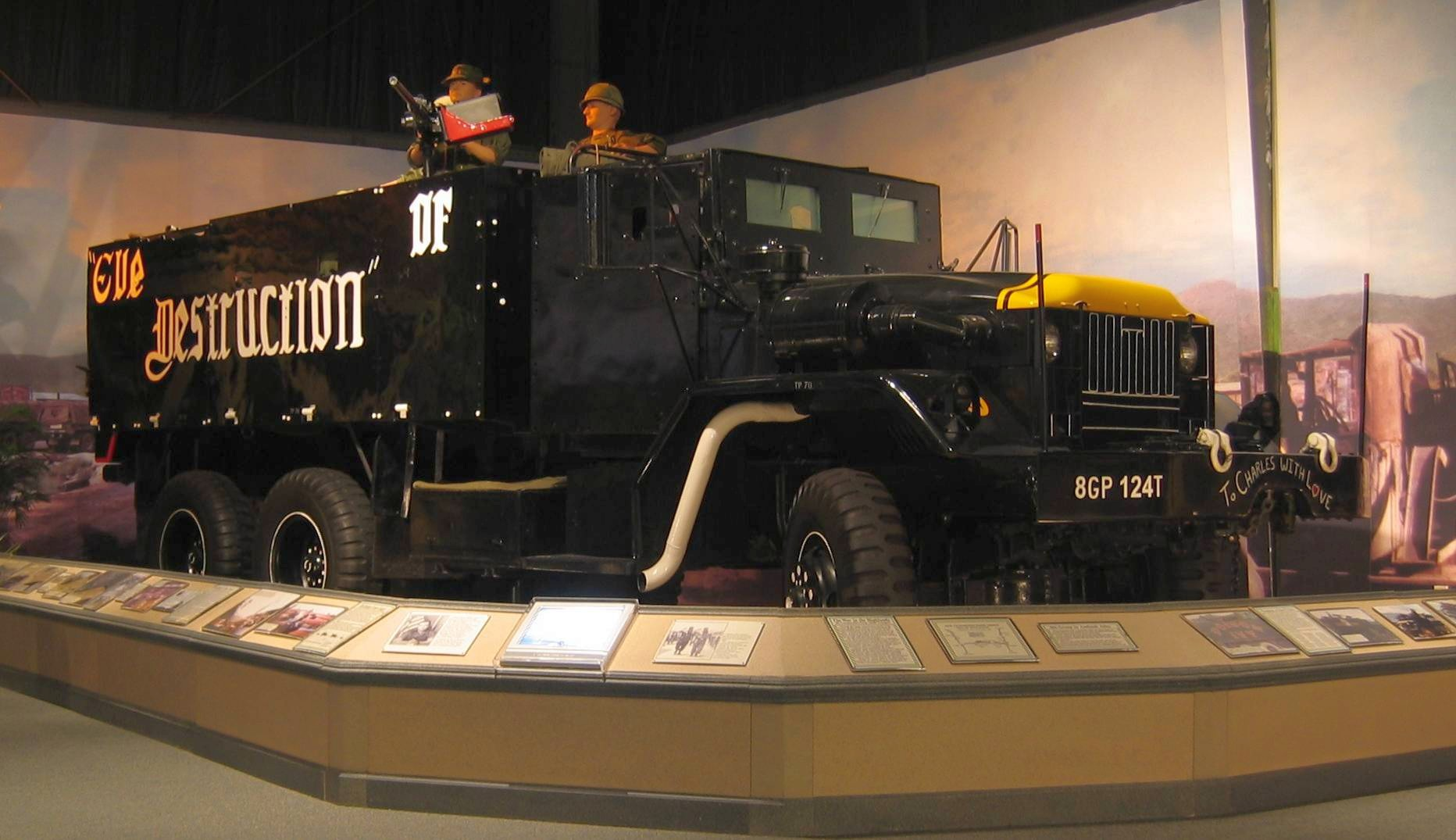
Gun Truck aus dem Vietnamkrieg im Museum

Gun truck ist eine angloamerikanische Sammelbezeichnung für bewaffnete Lastkraftwagen.

## Beschreibung
Die Sammelbezeichnung Gun truck hat keine Entsprechung in deutschen Einteilungen von Militärfahrzeugen. Gemeint sind damit bewaffnete Lastkraftwagen von regulären und irregulären Einheiten mit – oft improvisierter – Panzerung, die vor allem für die Verteidigung von Nachschubkonvois gegen Hinterhalte und Guerillaangriffe verwendet werden können.

## Geschichte

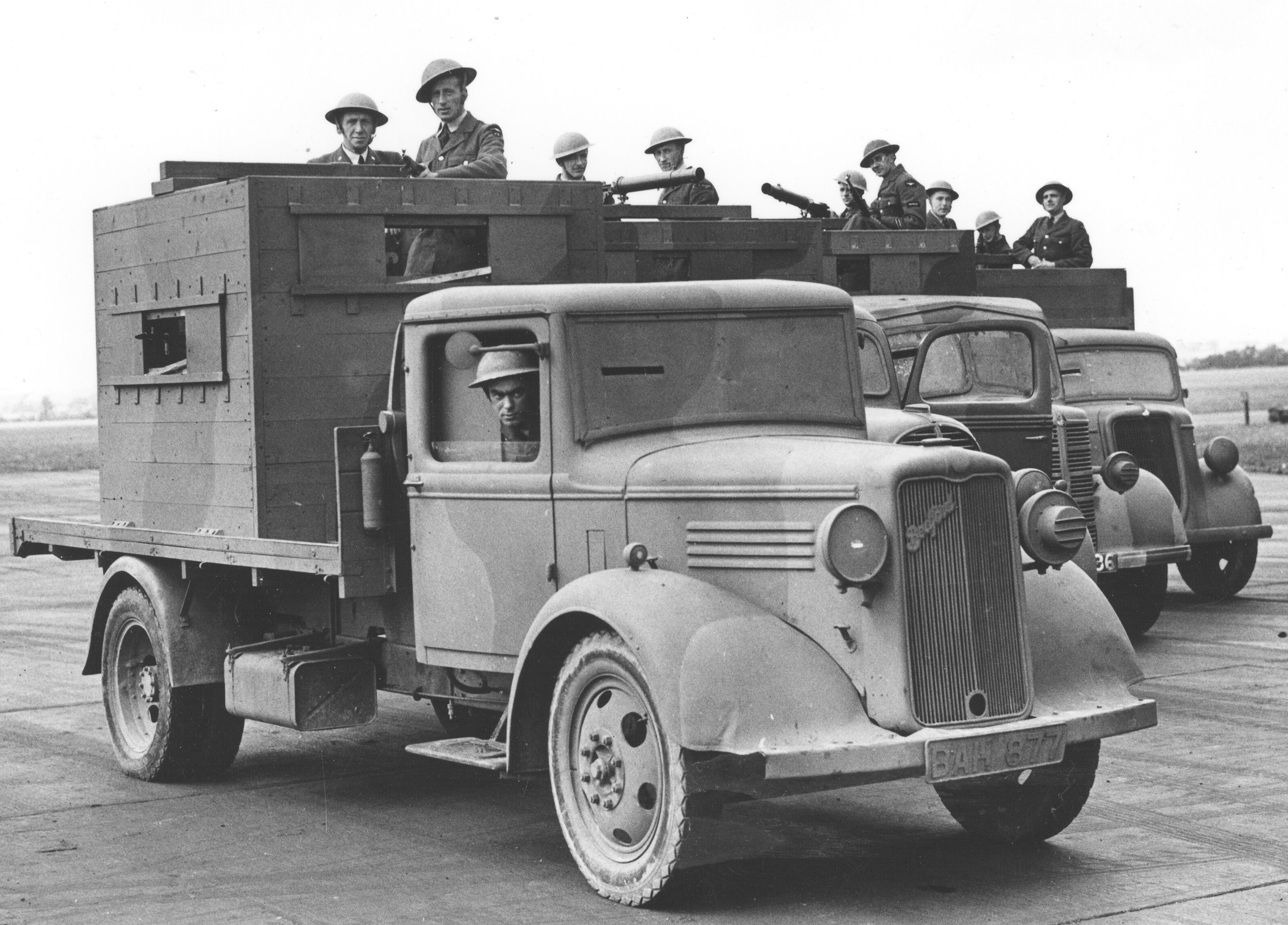
Vier Bedford OYD Armadillo Mk I der RAF im Zweiten Weltkrieg

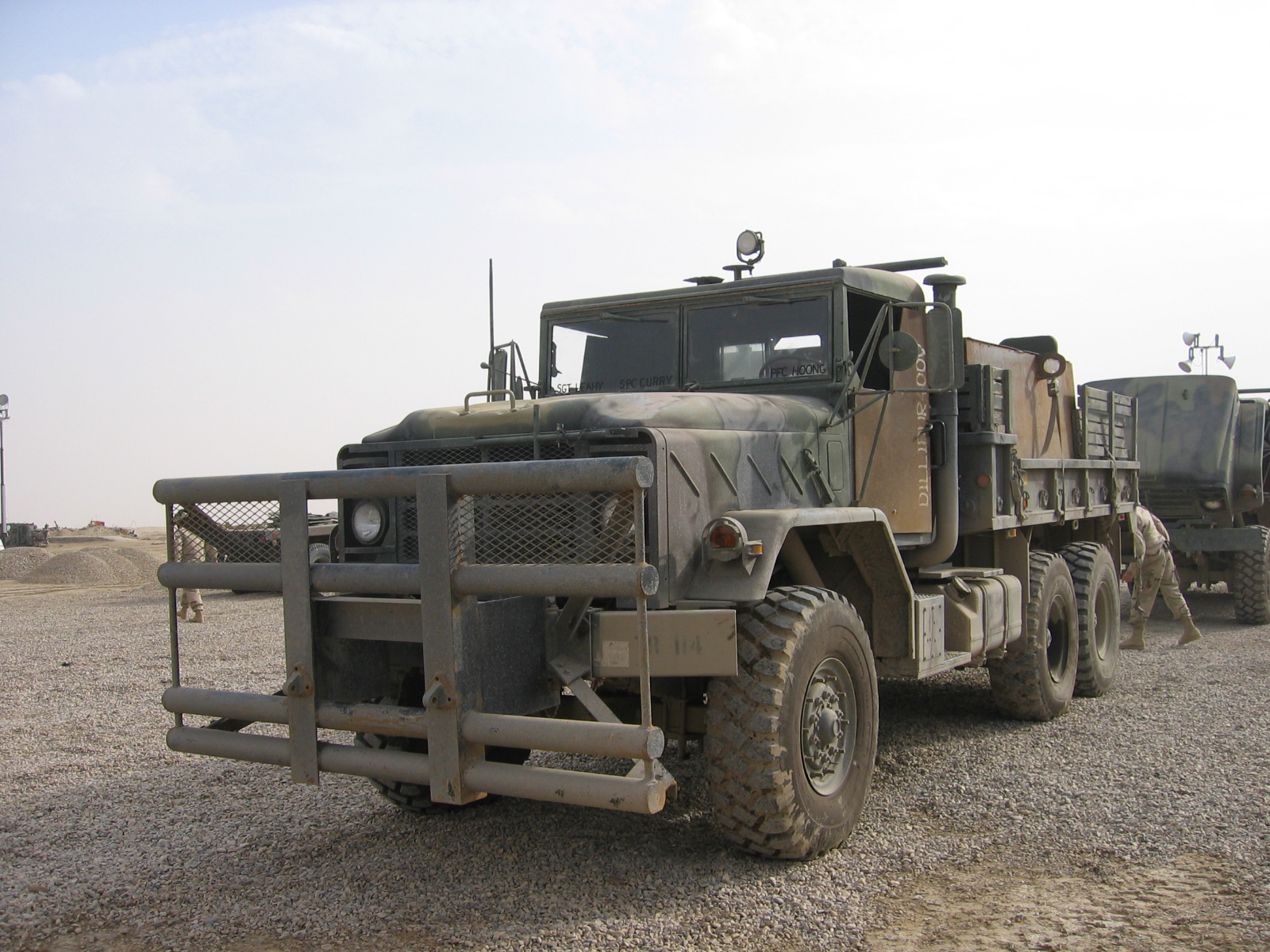
Mit einfachen Stahlplatten behelfsweise gepanzerter 5-Tonner der US Army im Irak

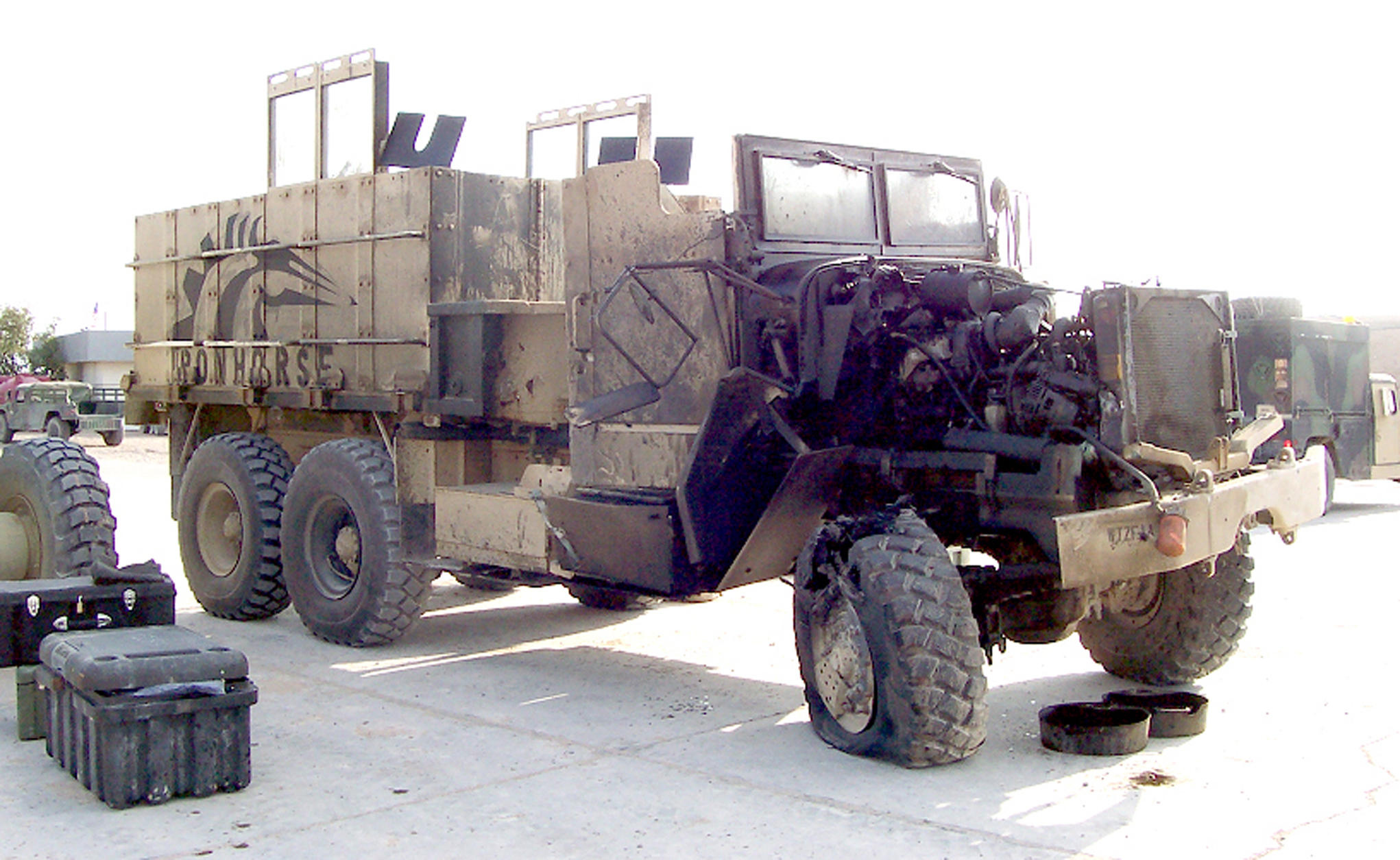
Durch eine Sprengfalle im Irak beschädigter 5-t-Gun Truck

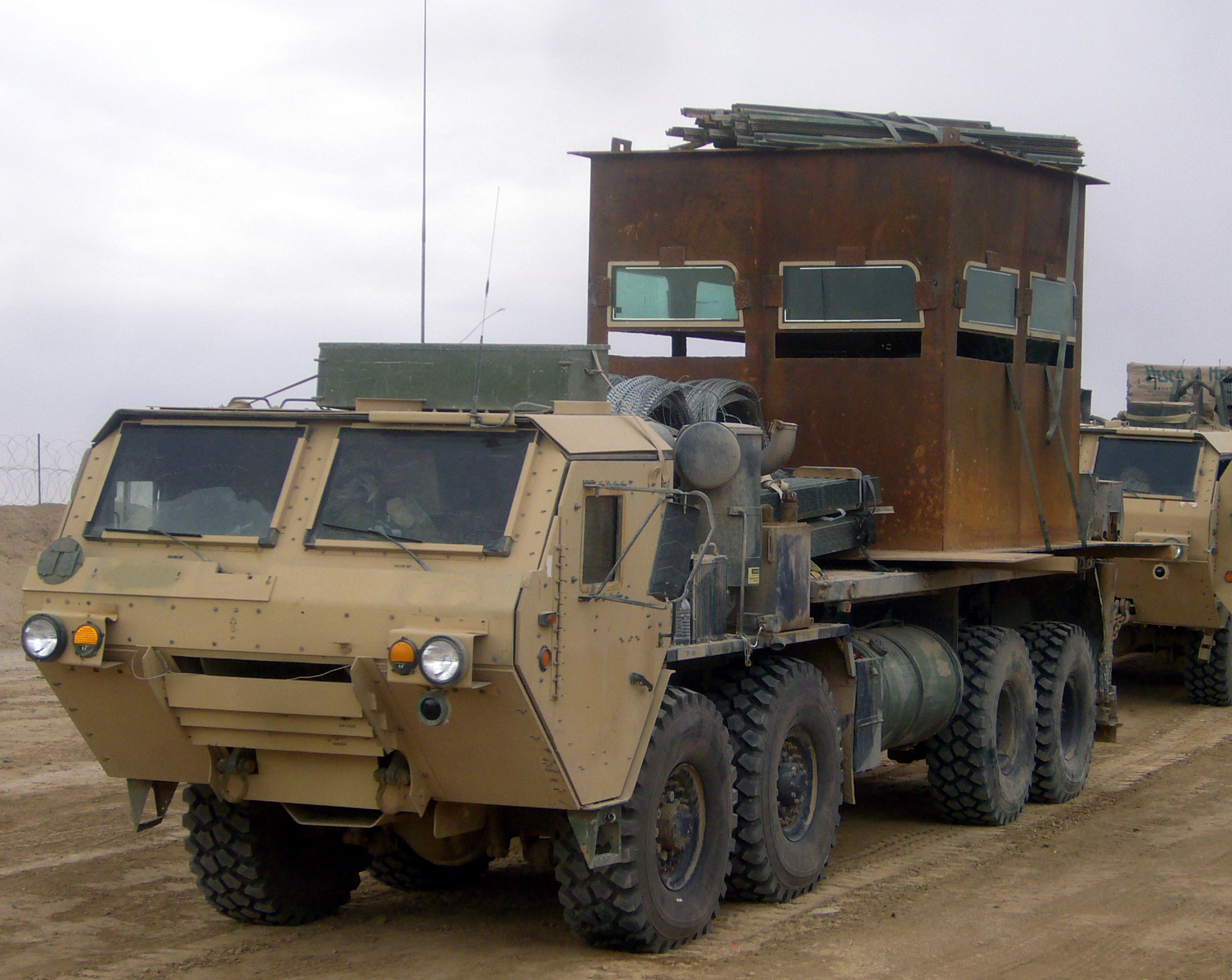
Zum Gun truck umgebauter HEMTT

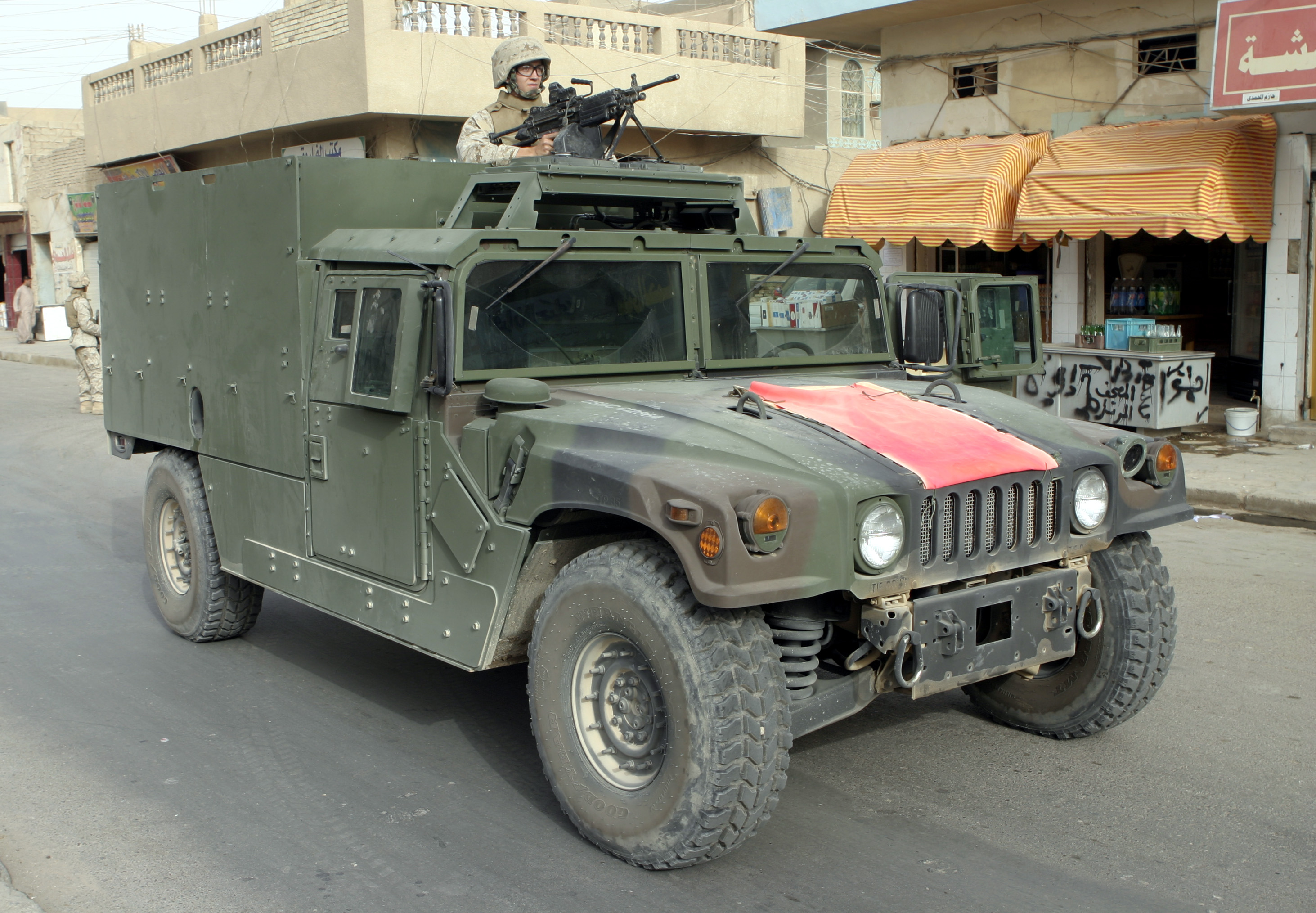
Nachträglich gepanzerter HMMWV des USMC in Falludscha. In diesem Fall wurde ein offizieller Umbausatz verwendet.

Die Geschichte der gepanzerten und bewaffneten Straßenfahrzeuge, heute meist als Panzerwagen bezeichnet, begann schon vor dem Ersten Weltkrieg, also noch vor dem Einsatz der ersten echten Panzer.
Nach der Niederlage in der Schlacht um Dünkirchen im Zweiten Weltkrieg musste das britische Expeditionskorps bei der Evakuierung über den Ärmelkanal unter anderem etwa 700 Panzer und über 60.000 weitere Fahrzeuge zurücklassen. Für die Abwehr der erwarteten deutschen Invasion mangelte es an geeigneten Kampffahrzeugen, so dass verschiedene britische Teilstreitkräfte auf improvisierte und schnell produzierbare Behelfs-Kampffahrzeuge zurückgriffen. So nutzten in den frühen 1940er Jahren sowohl die British Home Guard als auch die Royal Air Force (RAF) unter dem Namen Bison mehrere Typen von mit Beton gepanzerten Fahrzeugen. Auf der Basis von Bedford-LKW entstanden Fahrzeuge wie der Armadillo (siehe Bild rechts) oder der Bedford OXA. Auch wenn einige dieser Fahrzeuge den späteren amerikanischen Gun Trucks schon recht ähnlich sahen, wurde dieser Begriff jedoch erst im Vietnamkrieg geprägt und bezeichnete ursprünglich von den Soldaten selbst umgebaute Fahrzeuge, die in erster Linie für die Sicherung von LKW-Konvois gedacht waren.

### Vietnamkrieg
In Vietnam war das United States Army Transportation Corps für den Transport fast sämtlicher Versorgungsgüter zuständig. Für den Transport auf der Straße standen ab Mitte der 1960er Jahre die 8., die 48. und die 500. Transportation Group im Einsatz. Erstere war unter anderem für die Versorgungsroute vom Seehafen in Quy Nhơn zum Stützpunkt Pleiku verantwortlich, die so genannte Route Coloniale 19. Im Juni 1954 war es im Indochinakrieg entlang dieser Route zur Schlacht am Mang-Yang-Pass gekommen, in deren Verlauf eine etwa 2.500 Mann starke französische Einheit von den Việt Minh in mehreren Hinterhalten fast völlig aufgerieben worden war.
Zunächst beschränkten sich die NVA und die NFL darauf, mit kleinen Trupps auf den amerikanischen Nachschubrouten Landminen zu legen oder einzelne Lastkraftwagen aus den Konvois zu beschießen. Eine komplette Unterbrechung der Routen war zunächst nicht beabsichtigt. Allmählich erkannten die Nordvietnamesen jedoch, dass die praktisch vollständige Abhängigkeit mancher Stützpunkte von per LKW transportiertem Nachschub die Achillesferse der schlagkräftigen amerikanischen Luftkavallerie darstellte.
Am 2. September 1967 geriet ein Nachschubkonvoi der 8th Transportation Group auf der Rückfahrt entlang der Route 19 von Pleiku nach An Khê in einen Hinterhalt – fast an der gleichen Stelle wie die Franzosen dreizehn Jahre zuvor. Dabei wurden von 37 Lastkraftwagen mindestens 30 zerstört oder schwer beschädigt. Sieben Fahrer wurden getötet und 17 verwundet. Es wurde klar, dass die Konvois ohne Begleitschutz zukünftig schwere Verluste riskieren würden und die Versorgung der Stützpunkte ernsthaft gefährdet war.
Da die U.S. Army keine geeigneten bewaffneten Fahrzeuge zur Verfügung stellte, begannen die meist jungen amerikanischen Soldaten damit, vor Ort standardmäßige Transport-LKW mit einer Bewaffnung und einer behelfsmäßigen, nach oben offenen Panzerung zu versehen. Erste Ansätze dazu hatte es bereits im Sommer 1967 gegeben, doch erschien die Dringlichkeit bis zum Hinterhalt am 2. September nicht sehr groß.
Zunächst wurden 2½-Tonnen-Lastkraftwagen des Typs M35 verwendet, die mit Maschinengewehren des Typs M60 auf der Ladefläche bewaffnet wurden. Der Schutz der Waffenbediener bestand aus Holzbrettern und Sandsäcken. Letztere saugten sich bei Regen jedoch schnell mit Wasser voll und wurden sehr schwer, weshalb die Panzerung bald aus Stahlplatten angefertigt wurde. Außerdem wurden nun schwerere 5-Tonner des Typs M54 verwendet. Manche Einheiten montierten sogar Wannen von Mannschaftstransportpanzern des Typs M113 auf die Ladeflächen der LKW.
Das M60 war das einzige Maschinengewehr, das von der U.S. Army offiziell für den Einsatz auf gun trucks freigegeben wurde. In der Praxis erwies sich diese Bewaffnung jedoch als zu schwach. Deshalb bauten die Soldaten vermehrt schwere Maschinengewehre des Typs Browning M2 (teilweise in Doppel- oder sogar in Vierfachlafetten) sowie die nach dem Gatling-Prinzip arbeitende M134 Minigun ein – Waffen, die von den Besatzungen der Fahrzeuge auf nicht immer ganz legale Weise „organisiert“ wurden. Auch Granatwerfer des Typs M79 wurden oft mitgeführt. Typischerweise bestand die Besatzung eines gun trucks aus vier Mann – drei auf der Ladefläche zur Bedienung der Waffen sowie dem Fahrer.
Die ursprünglich olivgrünen gun trucks wurden im Laufe der Zeit meist schwarz lackiert (oft mit einem gelben Streifen an der vorderen Kante der Motorhaube) und in bunten Farben mit dem Namen bemalt, den ihnen ihre jeweilige Besatzung gegeben hatte.
Im Einsatz betrug das Verhältnis von gun trucks zu herkömmlichen Transport-LKW in einem Konvoi meistens etwa 1:10. Größere Konvois wurden in kleinere Abteilungen von etwa 10 Lastwagen aufgeteilt. Diese Abteilungen folgten einander mit einem kleinen Abstand, damit nicht der gesamte Konvoi auf einmal in einen Hinterhalt geraten konnte.
Zunächst wurden die Besatzungen der gun trucks dazu angehalten, im Falle eines Hinterhalts nicht direkt in das Zentrum des feindlichen Überfalls, die so genannte kill zone, zu fahren, sondern den Feind von dessen Flanke aus unter Beschuss zu nehmen, bis Verstärkung eintraf. Später fuhren die gun trucks aber auch direkt in die kill zone, um liegengebliebene Fahrzeuge zu sichern, Verwundete zu bergen oder den Feind mit gleichzeitigem Beschuss durch möglichst viele gun trucks und andere Begleitfahrzeuge zu bekämpfen.
Nachdem sich die gun trucks bei der 8th Transportation Group bewährt hatten, übernahm auch die 500th Transportation Group das Konzept. Nur die 48th Transportation Group setzte auf andere Lösungen.
Der letzte noch existierende originale gun truck aus dem Vietnamkrieg, die Eve of Destruction (benannt nach einem gleichnamigen Lied), steht heute im U.S. Army Transportation Museum in Fort Eustis in Newport News. Die anderen wurden beim Abzug der US-Truppen in Vietnam zurückgelassen. Daneben existieren mehrere Nachbauten, die von Veteranen angefertigt wurden.

### Irakkrieg
Nach dem Sieg der US-geführten Streitkräfte im Irakkrieg standen die US-amerikanischen Streitkräfte vor ähnlichen Problemen wie im Vietnamkrieg, was den Schutz ihrer Nachschubkonvois betraf. Während bei Kriegen gegen reguläre Streitkräfte die ungepanzerten Nachschub-LKW meist nur im – relativ ungefährdeten – Hinterland der Front unterwegs sind, waren die Konvois während der Besetzung des Irak von 2003 bis 2011 durch eine asymmetrische Kriegführung der Aufständischen stark gefährdet. Die US-Soldaten griffen daher auf die Erfahrungen aus dem Vietnamkrieg zurück und bauten ihrerseits gun trucks.
Neben 5-Tonnern wie in Vietnam (in Form des aktuellen Modells M939) wurden vereinzelt auch noch schwerere LKW wie der HEMTT umgerüstet. Das häufigste Basisfahrzeug war jedoch der deutlich kleinere HMMWV.
Zunächst kamen im Irak wie im Vietnamkrieg von den Soldaten vor Ort improvisierte Panzerungen aus Schrott und ähnlichem zum Einsatz, die im Soldatenjargon Hillbilly Armor (etwa: „Hinterwäldler-Panzerung“) genannt wurden. Später standen auch offizielle Nachrüstsätze zur Verfügung, die an die kämpfende Truppe geliefert wurden, etwa vom Lawrence Livermore National Laboratory. Schließlich beschafften die US-Streitkräfte Fahrzeuge, die von vornherein nicht nur gegen Beschuss, sondern auch gegen Explosionen von Landminen und Sprengfallen geschützt waren, so genannte Mine Resistant Ambush Protected Vehicles (MRAP).

## Ähnliche Fahrzeuge
Während der Sowjetischen Intervention in Afghanistan waren auch die Konvois der Roten Armee oft Hinterhalten der Mudschahedin ausgesetzt. Sie verfielen auf eine ähnliche Lösung wie die Amerikaner in Vietnam, indem sie Zwillings-Flugabwehrkanonen des Typs SU-23 auf die Ladefläche von Lastwagen der Bauart KAMAZ oder anderer Hersteller setzten. Diese Waffen hatten nicht nur eine massive Feuerkraft, sondern ließen auch eine große Rohrerhöhung zu, womit auch Ziele auf den umliegenden Bergen unter Beschuss genommen werden konnten. Allerdings erwiesen sich diese Fahrzeuge als sehr verwundbar.
Speziell von irregulären Truppen werden oft improvisierte Kampffahrzeuge eingesetzt. Dabei handelt es sich meist um zivile Geländewagen oder Pick-ups, auf deren Ladefläche ein Maschinengewehr, eine Maschinenkanone, ein Raketenwerfer oder eine andere Bewaffnung montiert ist. Diese Fahrzeuge werden seit den 1990er Jahren als Technical bezeichnet. Im Gegensatz zu den vorwiegend als Begleitschutz konzipierten und aus regulären Militärfahrzeugen umgebauten Gun trucks sind sie nur leicht oder überhaupt nicht gepanzert und werden vor allem zu offensiven Aktionen verwendet. Besonders oft kommen hier die Toyota-Modelle Land Cruiser und Hilux zum Einsatz.